# 米特雷西
米特雷西（法語：Mutrécy，法語發音：[mytʁesi] ⓘ）是法国卡尔瓦多斯省的一个市镇，属于卡昂区。

## 地理
米特雷西（49°3'49"N, 0°25'19"W）面积6.71 平方千米，位于法国诺曼底大区卡爾瓦多斯省，该省份为法国西北部沿海省份，北濒大西洋英吉利海峡，东北与滨海塞纳省以海上边界相接，东临厄尔省，南至奧恩省，西与芒什省接壤。
与米特雷西接壤的市镇（或旧市镇、城区）包括：奥恩河畔阿马耶、布隆、格兰博、迈泽、圣洛朗德孔代勒、莱兹-克兰尚。

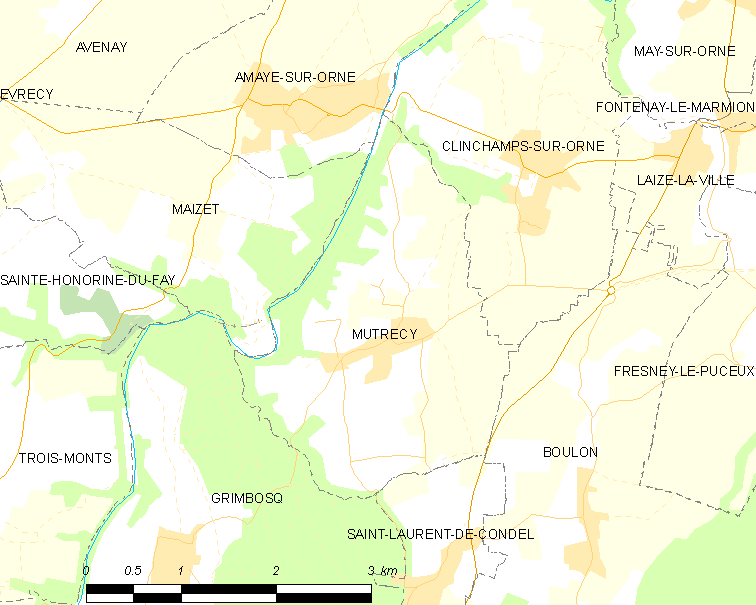
米特雷西的OSM定位图

米特雷西的时区为UTC+01:00、UTC+02:00（夏令时）。

## 行政
米特雷西的邮政编码为14220，INSEE市镇编码为14461。

## 政治
米特雷西所属的省级选区为勒奥姆县。

## 人口

1962-2008年间米特雷西人口变化图示

米特雷西于2022年1月1日时的人口数量为578人。